# Hainanpotamon
Hainanpotamon là một chi cua nước ngọt trong họ Cua núi. Chúng còn có tên gọi khác là Cua Đông Dương, sinh sống trong tự nhiên ở các nước Đông Dương, nhưng rất hiếm người bắt được vì chúng sống sâu trong hốc đá sông, suối. 
Các loài cua này vô hại, khi thuần hóa có thể nuôi bán cạn hoặc thả trong bể cá cảnh. Cua có nhiều màu sắc nhưng chủ yếu là màu đỏ, vàng, xanh lục, xanh lam, trắng.

## Phân loại học
Chi này được Dang mô tả lần đầu vào năm 1975 với danh pháp Orientalia, nhưng đây lại là tên đồng danh thứ cấp (junior homonym), vì danh pháp chi Orientalia, đã được Radoman thành lập từ năm 1972. Vì vậy, danh pháp Hainanpotamon, được Dai thành lập riêng vào năm 1995.

## Các loài
Hiện hành chi cua này có các loài sau:
- Hainanpotamon auriculatum Yeo & Naruse, 2008
- Hainanpotamon daiae Yeo & Naruse, 2008
- Hainanpotamon directum Yeo & Naruse, 2008
- Hainanpotamon fuchengense Dai, 1995
- Hainanpotamon helense Dai, 1995
- Hainanpotamon orientale (Parisi, 1916)